# Ferdinand Schörner
Ferdinand Schörner, född 12 maj 1892 i München, död 2 juli 1973 i München, var en tysk militär,  generalfältmarskalk den 5 april 1945. Schörner var överbefälhavare för Armégrupp Nord från den 5 april till den 8 maj 1945.

## Biografi
Schörner var vid tiden för första världskrigets utbrott 1914 reservunderofficer och tjänstgjorde inom infanteriet. Han blev befordrad till Leutnant der Reserve och blev 1916 kompanibefälhavare. Schörner sårades flera gånger under kriget och belönades den 5 december 1917 med Pour le Mérite. Efter kriget tjänstgjorde han i en frikår, innan han kom med i Reichswehr. 
Under invasionen av Polen 1939 ledde han ett bergsjägarregemente. Under våren 1940 började han arbeta med att sätta upp en ny bergsjägardivision, 6. Gebirgs-Division, och han blev dess förste befälhavare. Divisionen hade en mindre roll som ockupationsstyrka i Frankrike 1940. Under fälttåget på Balkan våren 1941 fick divisionen en mycket mer aktiv roll och var med och bröt igenom den grekiska Metaxaslinjen. De lyckades också besätta ett strategiskt viktigt bergspass. För dessa insatser förlänades Schörner den 20 april 1941 med Riddarkorset. 
I september 1941 anlände Schörner med sin division till norra Finland. Där fick han den 15 januari 1942 befälet över Gebirgs-Armeekorps Norwegen. Han lämnade Finland i slutet av oktober 1943 för att ta befälet över en pansarkår i Ukraina. Han lyckades få sina underlydande förband att stå emot omfattande sovjetiska anfall. För dessa insatser belönades han den 17 februari med eklöven till sitt riddarkors.
I mars 1944 fick Schörner befälet över ännu större enheter och den 25 mars blev han armégruppsbefälhavare då han tog över Armégrupp A (som snart bytte namn till Armégrupp Südukraine). Han förflyttades i slutet av juli för att bli befälhavare för Armégrupp Nord som var utsatt för omfattande sovjetiska anfall. Under Schörners ledning lyckades tyskarna med en del defensiva strider och motanfall varför han den 28 augusti 1944 förlänades med svärden till sitt riddarkors. 
I oktober 1944 bildades Kurlandfickan där hela armégruppen stängdes in och stod emot flera storskaliga anfall från sovjetiska styrkor. Den 1 januari 1945 förlänades Schörner med diamanterna till sitt riddarkors. Senare samma månad evakuerades han från Kurland för att ta befälet över Armégrupp A (som snart bytte namn till Armégrupp Mitt). 
I enlighet med Adolf Hitlers testamente blev Schörner utnämnd till Hitlers efterträdare som befälhavare för Oberkommando des Heeres den 30 april 1945, en post han i praktiken inte hade då han var fullt upptagen med att leda sin armégrupp. 

## Befordringshistorik
| Datum            | Tjänstegrad               |
| ---------------- | ------------------------- |
| 1 april 1912     | Gefreiter                 |
| 1 augusti 1912   | Underofficer              |
| 22 maj 1913      | Vizefeldwebel der Reserve |
| 28 augusti 1914  | Offiziersstellvertreter   |
| 29 november 1914 | Leutnant der Reserve      |
| 26 december 1917 | Leutnant im Aktivdienst   |
| 4 februari 1918  | Leutnantspatent           |
| 15 juli 1918     | Oberleutnant              |
| 1 augusti 1926   | Kapten                    |
| 14 augusti 1934  | Major                     |
| 16 mars 1937     | Överstelöjtnant           |
| 27 augusti 1939  | Överste                   |
| 14 augusti 1940  | Generalmajor              |
| 26 januari 1942  | Generallöjtnant           |
| 15 maj 1942      | General der Gebirgstruppe |
| 20 maj 1944      | Generalöverste            |
| 5 april 1945     | Generalfältmarskalk       |

## Utmärkelser
Ferdinand Schörners utmärkelser
Första världskriget
- Järnkorset av andra klassen: 22 december 1914
- Järnkorset av första klassen: 27 januari 1917
- Pour le Mérite: 5 december 1917
- Militärförtjänstkorset av tredje klassen med krigsdekoration: 20 april 1916
- Bayerska militärförtjänstorden av fjärde klassen med svärd och krona: 24 oktober 1917
- Såradmärket i silver: 1918

Andra världskriget
- Tilläggsspänne till Järnkorset av andra klassen: 12 september 1939
- Tilläggsspänne till Järnkorset av första klassen: 20 september 1939
- Östfrontsmedaljen: 20 augusti 1941
- NSDAP:s partitecken i guld: 30 januari 1943
- Frihetskorsets orden av första klassen: 1 juli 1942
- Riddarkorset med eklöv, svärd och diamanter
  - Riddarkorset: 20 april 1941
  - Eklöv: 17 februari 1944
  - Svärd: 28 augusti 1944
  - Diamanter: 1 januari 1945
- Sudetenlandmedaljen (Medaille zur Erinnerung an den 1. Oktober 1938)
- Ärekorset
- Wehrmachts tjänsteutmärkelse: 1936
- Kommendör av Italienska kronorden: 2 augusti 1938
- Sankt Alexanderorden av andra klassen med svärd: 15 juli 1941
- Ärmelband Kurland
- Omnämnd i Wehrmachtbericht: 18 februari 1944, 30 november 1944, 1 januari 1945 5 april 1945 och 9 maj 1945